# Der Weltspiegel
Der Weltspiegel ist ein deutscher Science-Fiction-Stummfilm von 1918. Regie führte Lupu Pick, der zusammen mit Gerhard Lamprecht nach einer Geschichte, die Felix Josky unter dem Pseudonym E. D. Morel verfasst hatte, auch das Drehbuch schrieb und den Film in seiner Gesellschaft Rex-Film GmbH auch produzierte. In den Hauptrollen waren Bernd Aldor als Erfinder und Gertrude Welcker als seine Frau zu sehen. Ihren Konkurrenten spielte Reinhold Schünzel. Der Film war Picks erste Regiearbeit.

## Handlung
Frühe Vorausahnung des Fernsehens: Eine Erfindung, mit der man alles sehen kann, wird zum Verkauf freigegeben. Die Leute werden jedoch mit dem, was sie zu sehen bekommen, nicht glücklich.

## Produktionsnotizen
“Der Weltspiegel” war die Produktion Nr. 12 der Rex Film GmbH und wurde von Ivar Petersen, damals Chéfoperateur bei der Rex, photographiert. Die Filmbauten errichtete der Architekt Hans Neirath.
Der sechsaktige Film hat eine Länge von 2236 Metern ; mit 20 BpS vorgeführt, läuft er 98 Minuten.
Die Polizei Berlin belegte ihn nach der Prüfung im August 1918 unter der Nr. 42258 mit einem Jugendverbot. Eine Pressevorführung fand am 8. September 1918 statt, die Publikumspremiere am 20. September 1918, beide im Tauentzienpalast in Berlin.
Der Film nimmt ein altes Märchenmotiv, den Spiegel, der einem ferne oder verborgene Dinge zeigen kann, auf und wendet es ins Technisch-Futuristische.
Als nach dem Zweiten Weltkrieg das Fernsehen in Deutschland eingeführt wurde, gaben mehrere Hersteller ihren Geräten Namen wie „Zauberspiegel“ oder „Weltspiegel“.
Die ARD nannte ihr am 5. April 1963 erstmals gesendetes Auslandsmagazin mit Reportagen und Berichten von Korrespondenten „Weltspiegel“.

## Rezeption
Der Film wird erwähnt in
- Film und Kino No. 1, 1918
- Film und Kino No. 11, 1918
- Der Film No. 37, 1918
- Kinematograph No. 610, 1918
- Kinema/Zürich No. 16, 1919
- IFW No. 39, 1918

und ist registriert bei
- Lamprecht Vol. 18 No. 380
- Birett, Verzeichnis in Deutschland gelaufener Filme, (München) No. 263, 1918, (München) No. 440x, 1918 und (München) No. 268, 1919

In dem Artikel „Technische Phantasien im Film“ in: Die Kinowoche, 3. Jg. Heft 7, 1921, auf S. 16 heißt es:

„Ein Film, “Der Spiegel der Welt”, der vor wenigen Jahren in Deutschland lief, betrachtete das Problem des Fernsehens als gelöst. Diese technische Phantasie konnte einigermaßen glaubhaft gemacht werden, weil die Technik des Films es zuläßt, ein Bild in einem anderen erscheinen zu lassen. Die Mittel, mit denen der Erfinder im Filmstück das Fernbild erscheinen ließ, wirken ganz unglaubhaft.“